# Años 330 a. C.
Los años 330 antes de Cristo transcurrieron entre los años 339 a. C. y 330 a. C.

## Acontecimientos
- Alejandro Magno cruza el Helesponto desde Europa a Asia, y comienza su campaña militar contra el Imperio persa. En los años siguientes derrota a las tropas de Darío III y somete a los fenicios, alejando el peligro de una invasión naval persa contra Grecia. Alejandro Magno conquista Persia y llega hasta la India.

## Personas destacadas
- Alejandro Magno
- Hefestion